# 필라티에라
필라티에라(이탈리아어: Filattiera)는 이탈리아 토스카나주 마사카라라도에 있는 코무네다. 피렌체에서 북서쪽으로 120km, 마사에서 북서쪽으로 35km 거리에 있다.